# تیم فرمول یک آلپاین
تیم فرمول یک آلپاین (تلفظ فرانسوی:آلپین) که به عنوان تیم فرمول یک بی‌دبلیو‌تی آلپاین رقابت می‌کند، یک سازنده مسابقات اتومبیل‌رانی فرمول یک است که اولین حضور خود را در شروع مسابقات فرمول یک فصل ۲۰۲۱ انجام داد. این تیم که در گذشته تیم فرمول یک رنو نام داشت و متعلق به شرکت خودروسازی فرانسوی گروه رنو بود در سال ۲۰۲۱ برای تبلیغ برند خودروهای اسپرت رنو، آلپاین، تغییر نام داده و به عنوان تیم، کار رنو را ادامه می‌دهد. شاسی و بخش مدیریتی این تیم در انستون، آکسفوردشایر، انگلستان، و بخش موتور تیم در ویری شتیون، حومه پاریس، فرانسه مستقر است.

## پیش‌زمینه

### خاستگاه تیم
این تیم سابقه طولانی دارد، اولین بار در فرمول یک در سال ۱۹۸۱ به عنوان تولمان، زمانی که تیم در ویتنی بریتانیا مستقر بود، شرکت کرد. در سال ۱۹۸۶، به دنبال خرید توسط گروه بنتون، نام آن تغییر یافت و به عنوان تیم بنتون رقابت کرد. به عنوان بنتون، قهرمان سازندگان در سال ۱۹۹۵ شد و راننده آن، مایکل شوماخر، دو قهرمانی رانندگان - ۱۹۹۴ و ۱۹۹۵ را به دست آورد. قبل از ۱۹۹۲ به مکان فعلی خود در انستون، بریتانیا نقل مکان کرد.
در سال ۲۰۰۰، رنو این تیم را خریداری کرد (برای اولین بار)، و در سال ۲۰۰۲ نام آن به تیم فرمول یک رنو تغییر یافت و به عنوان رنو در به رقابت پرداخت.
رنو در سال‌های ۲۰۰۵ و ۲۰۰۶ قهرمان سازندگان شد و راننده آن، فرناندو آلونسو در همان دو سال قهرمان مسابقات رانندگان شد.
در سال ۲۰۱۱ لوتوس کارز به عنوان اسپانسر وارد بازار شد و نام تیم به لوتوس رنو جی‌پی تغییر یافت، اگرچه فقط برای آن فصل تیم با نام «رنو» مسابقه می‌داد. تا سال ۲۰۱۲ «جنی کاپیتال» اکثریت سهام این تیم را در اختیار داشت و از سال ۲۰۱۲ تا ۲۰۱۵ با نام تیم فرمول یک لوتوس مسابقه می‌داد. تیم پس از شریک تجاری خود، و به عنوان «لوتوس» رقابت می‌کرد. در پایان سال ۲۰۱۵ رنو برای دومین بار تیم را در اختیار گرفت و نام آن را به تیم فرمول یک رنو اسپورت تغییر داد. این تیم از سال ۲۰۱۶ دوباره به عنوان «رنو» مسابقه داد و تا پایان فصل ۲۰۲۰ به همین ترتیب ادامه یافت. هنگام بحث در مورد تاریخچه سازمان به عنوان یک کل به جای تاریخ سازندگان خاصی که آن را اداره کرده است، به طور کلی از زبان محاوره‌ای "تیم انستون" استفاده می‌شود. این تیم در یک تأسیسات ۱۷٬۰۰۰ متر مربع (۱۸۰٬۰۰۰ فوت مربع) در زمینی به مساحت ۱۷ هکتار در انستون فعالیت می‌کند.

### مشارکت اولیه آلپاین در فرمول یک
مشارکت آلپاین در فرمول یک را می‌توان به سال ۱۹۶۸ برگرداند، زمانی که ماشین آلپاین ای۳۵۰ گراند پریکس ساخته شد و از موتور وی۸ جوردینی بهره می‌برد. با این حال، پس از آزمایش اولیه توسط مائورو بیانچی در پیست پارک زندورت، هنگامی که مشخص شد موتور در حدود ۳۰۰ اسب بخار (۲۲۰ کیلووات) در مقایسه با ۴۰۰ موتور موتور وی۸ کازوورث تولید می‌کند، پروژه به پایان رسید. در سال ۱۹۷۵، این شرکت نمونه اولیه آلپاین ای۵۰۰ را برای آزمایش یک موتور ۱٫۵ لیتری وی۶ توربو برای تیم کارخانه رنو تولید کرد که در نهایت در سال ۱۹۷۷ عرضه شد.
در سپتامبر ۲۰۲۰، گروه رنو قصد خود را برای استفاده از نام «آلپاین» به عنوان نام جدید تیم برای تبلیغ برند آلپاین اعلام کرد؛ بنابراین تیم به عنوان تیم فرمول یک آلپاین شناخته شد و در عین حال تیم فرمول یک رنو پس از پنج سال بازنشسته شد.

## تاریخچه مسابقه

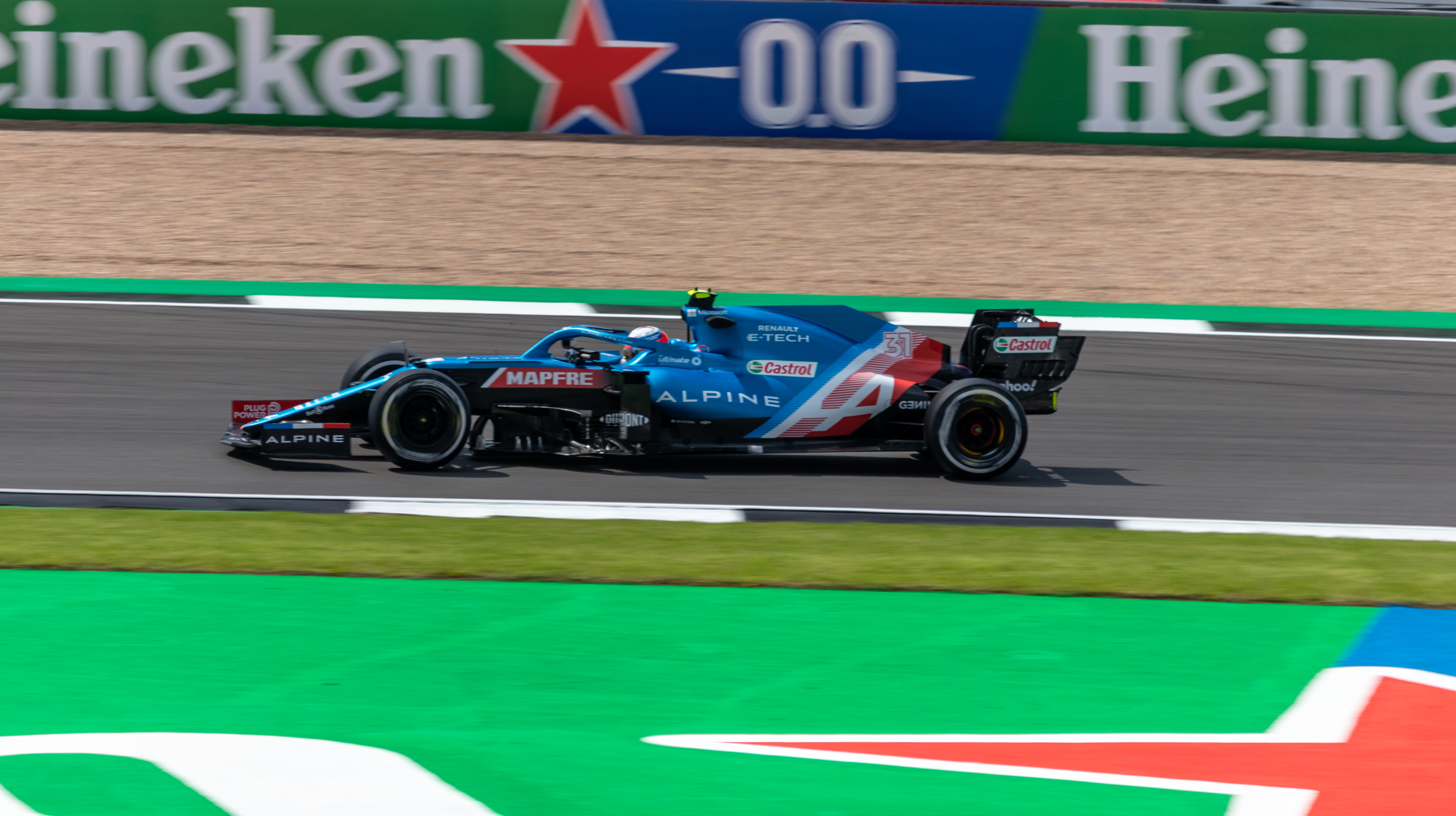
خودروی مدل Alpine A521 متعلق به استبان اوکان راننده تیم آلپاین در مسابقات گرند پریکس بریتانیا در سال 2021

### فصل ۲۰۲۱
تیم فرمول یک آلپاین با قهرمان دو دوره جهان، فرناندو آلونسو، به جای دنیل ریکاردو که در پایان سال ۲۰۲۰ از تیم جدا شد، قرارداد امضا کرد و استابان اوکون از تیم رنو در فصل ۲۰۲۰ در تیم باقی ماند. خودروی آلپاین از موتورهای رنو استفاده می‌کند. سیریل ابیتبول، رئیس تیم رنو، اعلام کرد که با انتقال رنو به آلپاین، این تیم را ترک خواهد کرد. داویده بریویو که قبلاً برای سوزوکی در موتوجی‌پی کار می‌کرد جایگزین ابیتبول شد.
اولین مسابقه آلپاین با مجبور شدن آلونسو به بازنشستگی به دلیل داغ شدن بیش از حد ماشین او به پایان رسید. اوکون هم با راننده استون مارتین، سباستیان فتل تصادف کرد. علیرغم شروع ناامیدکننده، آلپاین در پانزده مسابقه بعدی امتیازاتی به دست آورد، از جمله پیروزی اوکون در جایزه بزرگ مجارستان ۲۰۲۱. این اولین پیروزی برای یک راننده فرانسوی بود که با یک ماشین فرانسوی با موتور فرانسوی رانندگی می‌کرد، پس از پیروزی آلن پروست در جایزه بزرگ اتریش در سال ۱۹۸۳ با ماشین رنو بود.

### فصل ۲۰۲۲
در ۱۳ ژانویه ۲۰۲۲، مارسین بودکوفسکی نقش مدیر اجرایی تیم فرمول یک آلپاین را کنار گذاشت. در فوریه ۲۰۲۲، بی‌دبلیو‌تی به عنوان حامی عنوان تیم اعلام شد. اوتمار شافناور که سابقاً عضو تیم فرمول یک استون مارتین بود، در همان ماه به عنوان مدیر جدید تیم معرفی شد. معاون سابق دبیرکل ورزش در فیا، برونو فامین، به عنوان مدیر اجرایی آلپاین در ویری شتیون، مسئول توسعه پیشرانه استخدام شده‌است.

## نتایج مسابقات فرمول یک
(کلید)
| سال   | شاسی  | پیشرانه                        | تایر | راننده         | ۱     | ۲       | ۳        | ۴       | ۵      | ۶         | ۷      | ۸         | ۹      | ۱۰       | ۱۱       | ۱۲     | ۱۳       | ۱۴      | ۱۵    | ۱۶      | ۱۷      | ۱۸    | ۱۹      | ۲۰    | ۲۱      | ۲۲     | امتیاز | ق.س.  |
| ----- | ----- | ------------------------------ | ---- | -------------- | ----- | ------- | -------- | ------- | ------ | --------- | ------ | --------- | ------ | -------- | -------- | ------ | -------- | ------- | ----- | ------- | ------- | ----- | ------- | ----- | ------- | ------ | ------ | ----- |
| ۲۰۲۱  | ای۵۳۱ | رنو ئی-تک ۲۰بی ۱٫۶ وی۶ توربو   | P    |                | بحرین | ایمولا  | پرتغال   | اسپانیا | موناکو | آذربایجان | فرانسه | اشتیریا   | اتریش  | بریتانیا | مجارستان | بلژیک  | هلند     | ایتالیا | روسیه | ترکیه   | آمریکا  | مکزیک | سائو پ. | قطر   | عربستان | ابوظبی | ۱۵۵    | پنجم  |
| ۲۰۲۱  | ای۵۳۱ | رنو ئی-تک ۲۰بی ۱٫۶ وی۶ توربو   | P    | فرناندو آلونسو | ب.    | ۱۰      | ۸        | ۱۷      | ۱۳     | ۶         | ۸      | ۹         | ۱۰     | ۷        | ۴        | ۱۱     | ۶        | ۸       | ۶     | ۱۶      | ب.      | ۹     | ۹       | ۳     | ۱۳      | ۸      | ۱۵۵    | پنجم  |
| ۲۰۲۱  | ای۵۳۱ | رنو ئی-تک ۲۰بی ۱٫۶ وی۶ توربو   | P    | استابان اوکون  | ۱۳    | ۹       | ۷        | ۹       | ۹      | ب.        | ۱۴     | ۱۴        | ب.     | ۹        | ۱        | ۷      | ۹        | ۱۰      | ۱۴    | ۱۰      | ب.      | ۱۳    | ۸       | ۵     | ۴       | ۹      | ۱۵۵    | پنجم  |
| ۲۰۲۲  | ای۵۲۲ | رنو ئی-تک آرئی۲۲ ۱٫۶ وی۶ توربو | P    |                | بحرین | عربستان | استرالیا | امیلیا  | میامی  | اسپانیا   | موناکو | آذربایجان | کانادا | بریتانیا | اتریش    | فرانسه | مجارستان | بلژیک   | هلند  | ایتالیا | سنگاپور | ژاپن  | آمریکا  | مکزیک | سائو پ. | ابوظبی | ۵۷*    | پنجم* |
| ۲۰۲۲  | ای۵۲۲ | رنو ئی-تک آرئی۲۲ ۱٫۶ وی۶ توربو | P    | فرناندو آلونسو | ۹     | ب.      | ۱۷       | ب.      | ۱۱     | ۹         | ۷      | ۷         | ۹      | ۵        | ۱۰       | ۶      | ۸        | ۵       |       |         |         |       |         |       |         |        | ۵۷*    | پنجم* |
| ۲۰۲۲  | ای۵۲۲ | رنو ئی-تک آرئی۲۲ ۱٫۶ وی۶ توربو | P    | استابان اوکون  | ۷     | ۶       | ۷        | ۱۴      | ۸      | ۷         | ۱۲     | ۱۰        | ۶      | ب.       | ۵۶       | ۸      | ۹        | ۷       |       |         |         |       |         |       |         |        | ۵۷*    | پنجم* |
| منبع: |       |                                |      |                |       |         |          |         |        |           |        |           |        |          |          |        |          |         |       |         |         |       |         |       |         |        |        |       |

یادداشت‌ها
- * – فصل هنوز در جریان است.